# 擬穀類

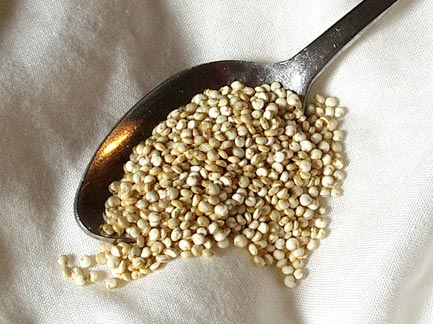
キノアは草ではないが、その種は6、000年もの間食べられてきた。

擬禾穀類あるいは擬穀類（疑似穀類、Pseudocereals、Pseudoシリアル）とは、広義の穀物のうち、禾穀類の種子（単子葉植物であるイネ科作物の種子）と似ていることから穀物として利用される双子葉植物の種子をまとめて呼ぶ。
イネ科穀物とほぼ同じ方法で利用されるが、それらの種子は穀粉に粉砕することができ、そうでなくても穀物としてそのまま使用することもできる。
擬似穀類には、ソバ（タデ科）、アマランサス（ヒユ科、（ Love-lies-bleeding 、 red amaranth 、 Prince-of-Wales-feather ））の他、キヌア（キノア、アカザ科）なども含まれる。

## 主な疑似穀類
- ドングリ
- アマランサス（ヒモゲイトウ（英語版）、スギモリケイトウ（英語版）、アマランツス・ハイポコンドリアカス（英語版））
- ラモン
- ソバ
- カニューア（英語版）
- チア
- セロシア
- グースフット（英語版）
- キヌア
- ワトルシード（英語版）

## 製造
次の表は1961年、2010年、2011年、2012年および2013年におけるいくつかの擬穀類の生産量を記したものである。
| 穀物   | 総生産量 （百万トン） | 総生産量 （百万トン） | 総生産量 （百万トン） | 総生産量 （百万トン） | 総生産量 （百万トン） | 備考 |
| 穀物   | 1961年                | 2010年                | 2011年                | 2012年                | 2013年                | 備考 |
| ------ | --------------------- | --------------------- | --------------------- | --------------------- | --------------------- | --- |
| ソバ   | 2.5                   | 1.4                   | 2.3                   | 2.3                   | 2.5                   | タデ科に属し、インド広域で早期から栽培されている穀物。ユーラシア全域で生産されおよびアメリカおよびブラジルにおいて少量が生産されている。主な利用例はパンケーキ、挽き割りおよび麺として加工される。 |
| キヌア | 0.03                  | 0.08                  | 0.08                  | 0.08                  | 0.10                  | ヒユ科に属し、アンデス山脈で生産されてきた擬穀類穀物である。現在は他の地域においても生産されるようになった。                                                                                       |

上記以外の穀物は限定された地域で主流な穀物である。FAOの統計資料に生産量は記載されていないが次のように記述されている:
- アマランサスは古代から栽培されている擬穀類であり、古くはアステカ帝国で主食用の作物であり、現代ではアフリカ広域で栽培されている。
- カニューア（英語版）はキヌアの仲間に近い穀物である。